# کییچی میساوا
کییچی میساوا (انگلیسی: Keiichi Misawa؛ زادهٔ ۱۱ ژوئن ۱۹۸۸) بازیکن فوتبال اهل ژاپن است.
از باشگاه‌هایی که در آن بازی کرده‌است می‌توان به باشگاه فوتبال ویسل کوبه اشاره کرد.